# Vianos
Vianos ist ein Ort und eine aus dem Hauptort sowie mehreren Einzelgehöften bestehende Gemeinde (municipio) mit 320 Einwohnern (Stand: 2024) im Südwesten der Provinz Albacete in der autonomen Region Kastilien-La Mancha.

## Lage
Der Ort Vianos liegt inmitten der Berglandschaft der Sierra de Alcaraz ca. 90 km (Fahrtstrecke) südwestlich der Provinzhauptstadt Albacete einer Höhe von ca. 1120 m ü. d. M. Das Klima im Winter ist kühl, im Sommer dagegen durchaus warm; die geringen Niederschlagsmengen (ca. 500 mm/Jahr) fallen – mit Ausnahme der nahezu regenlosen Sommermonate – verteilt übers ganze Jahr.

## Bevölkerungsentwicklung
| Jahr      | 1857  | 1900  | 1950  | 2000 | 2016 |
| Einwohner | 1.922 | 2.158 | 1.760 | 505  | 368  |

Der kontinuierliche Bevölkerungsrückgang seit den 1870er Jahren ist im Wesentlichen auf die Mechanisierung der Landwirtschaft und den damit einhergehenden Verlust an Arbeitsplätzen zurückzuführen.

## Wirtschaft
Vianos liegt in der gebirgigen und waldreichen Sierra de Alcaraz, die hier vor allem zur Viehzucht genutzt wird. Früher wurden auch Getreide, Weinreben etc. zur Selbstversorgung angepflanzt; Gemüse stammte aus den Hausgärten. Viehzucht (früher hauptsächlich Schafe und Ziegen, heute zumeist Rinder) und Forstwirtschaft (vor allem die Gewinnung von Holzkohle) wurden ebenfalls betrieben. Heute existieren mehrere Steinbrüche, deren Material im Straßenbau Verwendung findet. Im Ort selbst haben sich Kleinhändler, Handwerker sowie Dienstleister aller Art angesiedelt. Seit den letzten Jahrzehnten des 20. Jahrhunderts spielt der ländliche Tourismus (turismo rural) eine immer bedeutsamer werdenden Rolle für das Wirtschaftsleben der Gemeinde.

## Geschichte
Die Geschichte des Bergortes ist eng mit der von Alcaraz verbunden. Der ehemalige Ortskern von Villanos lag etwa 3 km vom heutigen Ort entfernt.

## Sehenswürdigkeiten
Die Mauern der im 16. Jahrhundert entstandenen Iglesia de San Sebastián werden von Strebepfeilern stabilisiert. Das einschiffige Innere wird von einem offenen Dachstuhl überspannt; in der Apsis befindet sich ein eher schlichtes Altarretabel.
Umgebung
In der Umgebung des Ortes gibt es zahlreiche Wanderwege.